# Vizegrafschaft Rohan
Die Vizegrafschaft Rohan um den Ort Rohan im heutigen französischen Département Morbihan entstand in der Folge der Errichtung der Burg Rohan durch Alain I. de Rohan, die auch namengebend für die besitzende Familie, das Haus Rohan wurde.
Als die herrschende Familie in männlicher Linie 1527 mit Vicomte Jacques de Rohan ausstarb, blieb die Vizegrafschaft aufgrund vorsorgender Heiratspolitik dennoch in der Familie. Die neue vizegräfliche Familie, die Rohan-Gié, erreichte einige Generationen später die Erhebung der Vizegrafschaft Rohan zum Herzogtum Rohan.

## Vizegrafen von Rohan
- Alain I. de Rohan, genannt der Schwarze (le Noir) († 1128), 1. Vicomte de Rohan, Sohn von Eudon 1., Vicomte de Porhoët
- Alain II. de Rohan († nach 1168), 2. Vicomte de Rohan et de Castelnoec, Seigneur de Guéméné
- Alain III. de Rohan († wohl 1195), dessen Sohn, 3. Vicomte de Rohan
- Alain IV. de Rohan genannt der Jüngere (le Jeune) († 1205), dessen Sohn, 4. Vicomte de Rohan
- Geoffroy de Rohan († 1221), dessen Sohn, 5. Vicomte de Rohan
- Olivier I. de Rohan († 1228), dessen Bruder, 6. Vicomte de Rohan
- Alain V. de Rohan († 1242), dessen Bruder, 7. Vicomte de Rohan
- Alain VI. de Rohan († 1304), dessen Sohn, 8. Vicomte de Rohan
- Olivier II. de Rohan († 1326), dessen Sohn, 9. Vicomte de Rohan
- Alain VII. de Rohan, (X 1352), dessen Sohn, 10. Vicomte de Rohan
- Jean I. de Rohan (1395 bezeugt), dessen Sohn, 11. Vicomte de Rohan
- Alain VIII. de Rohan († 1429), dessen Sohn, 12. Vicomte de Rohan
- Alain IX. de Rohan, genannt der Große (le Grand) oder der Erbauer (le Bâtisseur) († 1462), dessen Sohn, 14. Vicomte de Rohan
- Jean II. de Rohan († 1516), dessen Sohn, 15. Vicomte de Rohan
- Jacques de Rohan († 1527), dessen Sohn, 16. Vicomte de Rohan
- Anne de Rohan († 1529), dessen Schwester, 17. Vicomtesse de Rohan, ⚭ 1517 Pierre II. de Rohan-Gié, Sohn des Maréchal de Gié
- René I. de Rohan (X 1552), dessen Sohn, 18. Vicomte de Rohan
- Henri I. de Rohan († 1575), dessen Sohn, 19. Vicomte de Rohan
- René II. de Rohan († 1586), dessen Bruder, 20. Vicomte de Rohan
- Henri II. de Rohan (X 1639), dessen Sohn, 21. Vicomte und 1. Duc de Rohan